# 锡登伦
锡登伦（Sidenreng）是印度尼西亚南苏拉威西省的一个城镇，是锡登伦拉庞县的县治所在，位于苏拉威西岛南半岛西北内陆，西距巴里巴里30公里。2010年统计，锡登伦所在的Maritengngae区（Kecamatan Maritengngae）共有46,139人。锡登伦湖位于城镇东南6公里处。

## 资料来源
1. ↑  Biro Pusat Statistik, Jakarta, 2011.